# Lijst van bekende Oostenrijkers
Dit is een lijst van bekende Oostenrijkers.

## Acteurs en regisseurs
- Peter Alexander
- Franz Antel
- Leon Askin
- Karlheinz Böhm
- Klaus Maria Brandauer
- Heinz Conrads
- Axel Corti
- Karl Farkas
- Walter Felsenstein
- O.W. Fischer
- Alexander Girardi
- Fritz Grünbaum
- Josef Hader
- Attila Hörbiger
- Josef Kainz
- Fritz Lang
- Helmuth Lohner
- Josef Meinrad
- Karl Merkatz
- Birgit Minichmayr
- Alexander Moissi
- Hans Moser
- Fritz Muliar
- Paul Muni (Weisenfreund) (Lemberg)
- Otto Preminger
- Helmut Qualtinger
- Max Reinhardt
- Sophie Rois
- Otto Schenk
- Romy Schneider
- Liselotte Pulver
- Katharina Schratt
- Arnold Schwarzenegger
- Peter Simonischek
- Erwin Steinhauer
- Josef von Sternberg
- Erich von Stroheim
- Christoph Waltz
- Billy Wilder

## Architecten
- Carlo Baumschlager
- Johann Bernhard Fischer von Erlach
- Carl Ritter von Ghega
- Johann Lukas von Hildebrandt
- Friedrich Achleitner
- Günther Domenig
- Dietmar Eberle
- Gerhard Hanappi
- Coop Himmelb(l)au
- Hans Hollein
- Wilhelm Holzbauer
- Clemens Holzmeister
- Klaus Kada
- Josef Lackner
- Adolf Loos
- Joseph Munggenast
- Gustav Peichl
- Jakob Prandtauer
- Roland Rainer
- Margarete Schütte-Lihotzky
- Jan Tabor
- Heinz Tesar
- Otto Wagner
- Alois Welzenbacher
- Fritz Wotruba

## Beeldend kunstenaars
- Christian Ludwig Attersee
- Karl Bednarik
- Arik Brauer
- Günter Brus
- Moritz Michael Daffinger
- Franz Defregger
- Albin Egger-Lienz
- Anton Faistauer
- Ernst Fuchs
- Josef von Führich
- Richard Gerstl
- Daniel Gran
- Rudolf Hausner
- Gottfried Helnwein
- Friedensreich Hundertwasser
- Gustav Klimt
- Oskar Kokoschka
- Alfred Kubin (Bohemen)
- Leopold Kupelwieser
- Maria Lassnig
- Franz Anton Maulbertsch
- Koloman Moser
- Hermann Nitsch
- Max Oppenheimer
- Michael Pacher
- Anton Romako
- Johann Michael Rottmayr
- Egon Schiele
- Erich Sokol
- Paul Troger
- Ferdinand Georg Waldmüller
- Max Weiler

## Musici
- Wolfgang Ambros
- Gerhard Bronner
- Georg Danzer
- Falco
- Rainhard Fendrich
- Hubert von Goisern
- André Heller
- Ludwig Hirsch
- Udo Jürgens
- Chrissi Klug
- Michèle Luttenberger
- DJ Otzi

### Componisten
- Johann Georg Albrechtsberger
- Alban Berg
- Anton Bruckner
- Carl Czerny
- Carl Ditters von Dittersdorf
- Nico Dostal
- Johann Michael Haydn
- Joseph Haydn
- Anton Heiler
- Hans Rott
- Emmerich Kálmán (Hongarije)
- Christian Kolonovits
- Georg Kreisler
- Ernst Krenek
- Joseph Lanner
- Franz Lehár (Hongarije)
- Franz Liszt (Hongarije)
- Gustav Mahler (Bohemen)
- Karl Millöcker
- Wolfgang Amadeus Mozart
- Sigismund von Neukomm
- Olga Neuwirth
- Werner Pirchner
- Arnold Schönberg
- Franz Schubert
- Robert Stolz
- Oscar Straus
- Johann Strauss sr.
- Johann Strauss jr.
- Anton Webern
- Carl Zeller
- Alexander von Zemlinsky
- Carl Michael Ziehrer

### Dirigenten
- Karl Böhm
- Nikolaus Harnoncourt
- Johannes Hiemetsberger
- Herbert von Karajan
- Christian Kolonovits
- Gustav Mahler
- Erwin Ortner
- Franz Welser-Möst

## Schrijvers
- Friedrich Achleitner
- Ilse Aichinger
- H.C. Artmann
- Frau Ava
- Ingeborg Bachmann
- Konrad Bayer
- Karl Bednarik
- Thomas Bernhard
- Alois Brandstetter
- Max Brod (Praag)
- Franz Theodor Csokor
- Heimito von Doderer
- Erich Fried
- Franz Grillparzer (Praag)
- Paula Grogger
- Peter Handke
- Norbert Hanrieder
- Theodor Herzl (Hongarije)
- Fritz von Herzmanovsky-Orlando
- Hugo von Hofmannsthal
- Ödön von Horváth (Hongarije)
- Ernst Jandl
- Elfriede Jelinek
- Franz Kafka (Praag)
- Egon Erwin Kisch (Praag)
- Michael Koehlmeier
- Leonhard Kohl von Kohlenegg
- Lene Mayer-Skumanz
- Rosa Mayreder
- Friederike Mayröcker
- Robert Menasse
- Robert Musil
- Johann Nestroy
- Leo Perutz
- Alfred Polgar
- Ferdinand Raimund
- Christoph Ransmayr
- Neidhart von Reuental
- Peter Rosegger
- Gerhard Rühm
- Arthur Schnitzler
- Jura Soyfer
- Franz Stelzhamer
- Adalbert Stifter (Bohemen)
- Bertha von Suttner(Kinsky) (Praag)
- Friedrich Torberg
- Peter Turrini
- Georg Trakl
- Karl Heinrich Waggerl
- Franz Werfel (Praag)
- Ludwig Wittgenstein
- Oswald von Wolkenstein
- O.P. Zier
- Stefan Zweig

## Staatslieden
- Viktor Adler
- Leopold Josef Daun, graaf
- Engelbert Dollfuss, bondskanselier
- Elisabeth van Oostenrijk-Hongarije, keizerin "Sisi"
- Benita Ferrero-Waldner
- Leopold Figl
- Hertha Firnberg
- Frans Ferdinand van Oostenrijk, aartshertog
- Keizer Frans Jozef I
- Jörg Haider
- Adolf Hitler
- Franz Jonas
- Ernst Kaltenbrunner
- Karel I van Oostenrijk, keizer
- Wenzel Anton Kaunitz, graaf
- Rudolf Kirchschläger
- Bruno Kreisky
- Keizer Maximiliaan I
- Julius Raab
- Wolf Dietrich von Raitenau
- Karl Renner
- Adolf Schärf
- Arnold Schwarzenegger
- Kurt von Schuschnigg, bondskanselier
- Wolfgang Schüssel, bondskanselier
- Ignaz Seipel
- Arthur Seyss-Inquart
- Fred Sinowatz, bondskanselier
- Franz Vranitzky
- Kurt Waldheim

## Topsporters
- David Alaba
- Gerhard Berger
- Thomas Bubendorfer
- Michaela Dorfmeister
- Ferry Dusika
- Stephan Eberharter
- Anna Gasser
- Andreas Goldberger
- Stephanie Graf
- Gerhard Hanappi
- Ernst Happel
- Franz Hasil
- Marcel Hirscher
- Heinz Kinigadner
- Franz Klammer
- Hans Krankl
- Willy Kreuz
- Petra Kronberger
- Niki Lauda
- Hermann Maier
- Annemarie Moser-Pröll
- Thomas Muster
- Benjamin Raich
- Jochen Rindt
- Markus Rogan
- Frenk Schinkels
- Anton Sailer
- Karl Schranz
- Peter Seisenbacher
- Wilhelm Steinitz
- Dominic Thiem
- Georg Totschnig
- Michael Walchhofer
- Maximilian Wöber
- Alexander Wurz

### Alpinisten
- Hermann Buhl
- Kurt Diemberger
- Paul Grohmann
- Heinrich Harrer
- Paul Preuss
- Franz Senn

## Wetenschappers
- Alfred Adler
- Sigmund Freud
- Ivan Illich
- Lise Meitner
- Ignaz Semmelweis (Hongarije)
- Karl Popper
- Erwin Schrödinger
- Kurt Schubert
- Paul Watzlawick
- Ludwig Wittgenstein

## Overige
- Andreas Hofer
- Theodor Innitzer
- Franz König
- Rudolf Steiner (Kroatië)
- Simon Wiesenthal (Galicië)
- Josef Fritzl
- Natascha Kampusch